# Under the Influence (álbum de Foghat)
Under the Influence es el décimo sexto álbum de estudio de la banda de rock británica Foghat, publicado el 24 de junio de 2016 y financiado por los fanáticos de la agrupación mediante la plataforma Pledgemusic.

## Lista de canciones
| N.º | Título                                                                               | Escritor(es)                             | Duración |  |
| 1.  | «Under The Influence»                                                                | Hambridge, Bassett, Earl, Huhn, Simmonds | 4:29     |  |
| 2.  | «Knock It Off»                                                                       | Hambridge, Bassett, Earl, Huhn           | 4:14     |  |
| 3.  | «Ghost»                                                                              | Huhn, Hambridge, Earl, Bassett           | 3:19     |  |
| 4.  | «She's Got A Ring In His Nose (cover de Savoy Brown)»                                | Christopher Youlden                      | 3:57     |  |
| 5.  | «Upside Of Lonely (cover de Tom Hambridge)»                                          | Hambridge, Nicholson, Thackery           | 4:30     |  |
| 6.  | «I Heard It Through the Grapevine (Gladys Knight & the Pips / cover de Marvin Gaye)» | Norman Whitfield, Barret Strong          | 4:21     |  |
| 7.  | «Made Up My Mind (cover de Savoy Brown)»                                             | Youlden                                  | 3:13     |  |
| 8.  | «Hot Mama»                                                                           | Hambridge, Fleming                       | 3:34     |  |
| 9.  | «Heart Gone Cold»                                                                    | Huhn, Hambridge, Earl, Bassett           | 4:26     |  |
| 10. | «Honey Do List»                                                                      | Holt, Earl, Bassett                      | 4:44     |  |
| 11. | «All Because Of You»                                                                 | Holt, Earl, Bassett                      | 4:56     |  |
| 12. | «Slow Ride»                                                                          | Dave Peverett                            | 7:43     |  |

## Créditos
- Bryan Bassett – voz, guitarra
- Charlie Huhn – voz, guitarra
- Craig MacGregor – bajo
- Nick Jameson – bajo
- Rodney O'Quinn – bajo, voz
- Kim Simmonds – guitarra
- Scott Holt – guitarra, voz
- Dana Fuchs – voz en "Heard It Through the Grapevine," "Honey Do List"
- Roger Earl – batería, voz
- Tom Hambridge - percusión